# Megalogomphus hannyngtoni
Megalogomphus hannyngtoni är en trollsländeart som först beskrevs av Fraser 1923.  Megalogomphus hannyngtoni ingår i släktet Megalogomphus och familjen flodtrollsländor. IUCN kategoriserar arten globalt som nära hotad. Inga underarter finns listade i Catalogue of Life.